# Pierre Marie Arthur Morelet
Pour les articles homonymes, voir Morelet.
Pierre Marie Arthur Morelet, né le 26 août 1809 à Lays (Saône-et-Loire) et mort le 9 octobre 1892 à Velars-sur-Ouche (Côte-d'Or), est un naturaliste français.

## Biographie
Fils de Pierre Théodore Morelet, maire de Dijon et de Hortense de Truchis de Lays (1789-1815). Il a épousé Noémie de Folin (sœur de Léopold de Folin), dont il eut deux filles qu'il maria à deux frères, les comtes de Coligny. Il fut maire de Velars-sur-Ouche (1848-1884), et membre de l'Académie de Dijon.
Membre de la Commission de l'Algérie à laquelle il a principalement participé en réalisant des dessins d'histoire naturelle.
Il s'intéresse particulièrement aux mollusques et a publié de nombreux travaux sur ces animaux, notamment sur les espèces d’Afrique.
Il demande à l'Académie des sciences, en 1846, des instructions pour le voyage qu'il compte faire en Amérique centrale. Une commission est alors nommée à ce sujet et ses recommandations sont rédigées par Isidore Geoffroy Saint-Hilaire (1805-1861) et Achille Valenciennes (1794-1865). On lui conseille alors de suivre les Instructions générales rédigées par l'administration du Muséum pour les voyageurs-naturalistes. Les deux naturalistes complètent cependant ces premières indications en lui demandant de bien veiller à récolter tous les petits mammifères qu'il pourra se procurer, notamment les rongeurs et les chauves-souris.
Ils recommandent également de bien observer les animaux domestiques tant ceux originaires des Amériques que ceux importés par les Européens, qu’ils jugent bien souvent peu étudiés par les naturalistes. Les nids d'oiseaux sont également mentionnés avec, si possible, la capture d'un individu de l'espèce. En définitive, la liste des animaux à observer est considérable et couvre presque l’ensemble du monde vivant.
Parmi les animaux rapportés par Morelet, il faut citer le crocodile de Morelet (Crocodylus moreletii) qui lui est dédié par Auguste Duméril (1812-1870) et Gabriel Bibron (1806-1848).